# Familia Sonnenbruck
Familia Sonnenbruck (titlul original: în germană Die Sonnenbrucks) este un film dramatic est-german, realizat în 1951 de regizorul Georg C. Klaren, după piesa din 1949 Nemții (Niemcy) a scriitorului polonez Leon Kruczkowski, protagoniști fiind actorii Eduard von Winterstein, Maly Delschaft, Ursula Burg și Raimund Schelcher.

## Conținut
În 1943, profesorul universitar Walter Sonnenbruck din Göttingen, este o persoană apolitică ce își trăiește viața adâncit în lucrările sale de știință, în cel de-al treilea Reich. Spre deosebire de el, asistentul său Peters, este închis în lagărul de concentrare din cauza convingerilor sale politice. 
Profesorul tocmai sărbătorește 30 de ani de predare la universitate și așteaptă sosirea fiului care este SS-ist în Norvegia, precum și fiica, pianistă în Franța ocupată. Dar vine și fostul coleg Peters, care tocmai a reușit să evadeze și îi cere ajutor lui Sonnenbruck căruia deși îi este frică, nu îl denunță pe fugar. Mai mult chiar, fiica sa Ruth îl ajută pe Peters să se ascundă, dar este denunțată de cumnata ei și plătește cu viața acest act umanitar.
După sfârșitul războiului, Sonnenbruck, trebuie să trăiască la universitate, experiența din partea colegilor care n-au învățat nimic de la viață și îl defăimează pentru atitudinea sa umanitară. Se întâlnește din nou cu Peters la un congres medical din Jena (RDG), unde a fost invitat de fostul său asistent. Întors de la congres, atitudinea colegilor fiind și mai ostilă, profesorul se hotărește să se mute la Jena.

## Distribuție
- Eduard von Winterstein – profesorul Walter Sonnenbruck
- Maly Delschaft – Bertha Sonnenbruck, soția sa
- Ursula Burg – Ruth Sonnenbruck, fiica profesorului
- Raimund Schelcher – Joachim Peters, docent
- Irene Korb – Liesel Sonnenbruck, nora profesorului
- Aleksandra Śląska – Fanchette
- Horst Preusker – Willi Sonnenbruck, fiul profesorului
- Hans-Georg Rudolph – consilierul ministerial Behnke
- Kurt Mikulski – Anton
- Aribert Grimmer – Hoppe
- Rudolf Fleck – Schulz
- Albert Venohr – Jurys
- Peter Ahrenknecht – Chaim
- Käte Alving – Agnes Sörensen
- Friedrich Maurer – Tourterelle
- Kurt-Otto Fritsch – caporalul
- Harry Riebauer – studentul
- Maria Loja – bucătăreasa grasă
- Herbert Köfer – Christian Föns
- Peter Lehmbrock – norvegianul
- Peter Petersen – un ofițer Gestapovist
- Angelika Hurwicz – muncitoarea din est
- Hannelore Wüst – poștărița

## Premii
- 1951: Festivalul de Film de la Karlovy Vary – Premiul pentru cel mai bun actor: Eduard v. Winterstein